# 島影真奈美
島影 真奈美（しまかげ まなみ、1973年 - ）は、日本の編集者、ライター。有限会社馬場企画取締役、シニアエディター。

## 経歴
仙台市生まれ。
1992年から2000年にかけて東北大学に学び、大学院経済学研究科博士後期課程を単位取得退学した後、フリーライターとして活動して、様々なジャンルで記事の執筆や編集を手がけた。
2004年6月、有限会社馬場企画取締役に就任。
2016年9月、桜美林大学大学院老年学研究科博士前期課程に入学し、研究テーマを「中高齢者の継続的雇用」とした。入学直後、夫の両親がそれぞれ認知症と判明し、別居介護にも従事することとなった。以降、介護問題について出版やネット上での情報発信に取り組んでいる。
以上のほか、一般社団法人マリーゴールド理事、NPO法人タダカヨ理事も務めている。

## おもな著書
- 子育てとばして介護かよ、KADOKAWA、2019年
- 親の介護がツラクなる前に知っておきたいこと、WAVE出版、2020年